# Скат (БПЛА)
«Скат» — разведывательный и ударный беспилотный летательный аппарат (БПЛА). Полноразмерный макет БПЛА «Скат» построен на опытном производстве РСК «МиГ» летом 2007 г. и впервые показан группе журналистов в рамках авиасалона МАКС-2007 в Жуковском в одном из ангаров РСК «МиГ».
По заявлению генерального директора РСК «МиГ» Сергея Короткова, разработка беспилотного ударного летательного аппарата «Скат» прекращена[когда?]; проект был приостановлен в связи с отсутствием финансирования. 
Решением Министерства обороны России по результатам соответствующего тендера головным разработчиком перспективного ударного БПЛА избрана[когда?] компания «Сухой». При этом задел по «Скату» будет использован при разработке «семейства» БПЛА «Сухого», и РСК «МиГ» будет принимать участие в этих работах.
22 декабря 2015 года в интервью (газете Ведомости) с генеральным директором РСК "МиГ" Сергеем Коротковым было сказано, что работы по "Скату" продолжаются; работа идёт совместно с ЦАГИ; финансирование разработки осуществляет Минпромторг РФ.
В июне 2019 года генеральный директор РСК "МиГ" Илья Тарасенко сообщил что техническое задание на БПЛА планируется утвердить в Министерстве обороны до конца года.

## Назначение
- Ведение разведки.
- Нанесение ударов по наземным целям авиабомбами и управляемыми ракетами (Х-59).
- Уничтожение радиолокационных систем ракетами (Х-31).

## Лётно-технические характеристики

### Технические характеристики
- Экипаж: отсутствует[4]
- Длина: 10,25 м
- Размах крыла: 11,50 м
- Высота: 2,7 м
- Шасси: трёхопорное
- Максимальная взлётная масса: 20000 кг
- Двигатель: 1 × ТРДД РД-5000Б с плоским соплом
- Тяга:
  - бесфорсажная: 1 × 5040 кгс
- Тяговооружённость:

  - при максимальной взлётной массе: 0,25 кгс/кг

### Лётные характеристики
- Максимальная скорость на большой высоте: 850 км/ч (0,8 М)
- Дальность полёта: 4000 км
- Боевой радиус: 1200 км
- Практический потолок: 15 000 м

### Вооружение
- Боевая нагрузка: 6000 кг
- Точки подвески: 4, во внутренних бомбоотсеках
- Варианты подвески:
- 2 × Х-31А «воздух-поверхность»
- 2 × Х-31П «воздух-РЛС»
- 2 × КАБ-250 (250 кг)
- 2 × КАБ-500 (500 кг)